# Капустин, Пётр Ефимович
Пётр Ефимович Капустин (6 июня 1911, Гордяковка, Родниковский район, Ивановская область — 29 августа 1984, Родники, Ивановская область) — командир расчёта 120-миллиметрового миномёта 289-го гвардейского Висленского ордена Кутузова стрелкового полка 97-й гвардейской Полтавской Краснознаменной ордена Суворова стрелковой дивизии 5-й гвардейской армии 1-го Украинского фронта, гвардии сержант, участник Великой Отечественной войны, кавалер ордена Славы трёх степеней.

## Биография
Родился 6 июня 1911 года в деревне Гордяковка ныне Родниковского района Ивановской области в семье крестьянина. Русский.
Член ВКП(б)/КПСС с 1940 года. Трудовую деятельность начал в 1927 году учеником школы ФЗУ в Родниках. С 1929 года работал сменным мастером чесального цеха Комбината «Большевик». В 1935 году окончил филиал Кинешемского текстильного техникума. В армии служить не пришлось: сначала освобождался по состоянию здоровья, позднее — как учащийся техникума.
В январе 1942 года был призван в Красную армию. В запасном полку получил специальность наводчика миномёта и с августа того же года на фронте. Боевое крещение получил в боях на подступах к Сталинграду. За бои на Волге наводчик 120-миллиметрового миномёта рядовой Капустин был удостоен первой награды — медали «За боевые заслуги». Метким огнём он уничтожил немецкий командный пункт. После ликвидации сталинградского котла дивизию, в которой служил Капустин, отвели на отдых и пополнение.
Затем были бои на Курской дуге, освобождение Полтавы, форсировании Днепра. И везде расчёт Капустина был в первых рядах наступающей пехоты, обеспечивал огневую поддержку.
С 5 по 8 января 1944 года гвардии рядовой Капустин в боях за населённый пункт Красный Кут (8 км севернее города Кировоград) огнём из миномёта подавил три пулемёта, противотанковое орудие и поразил до взвода пехоты противника. 12 января 1944 года в бою за село Благодатное (Больше-Васьковский район Кировоградской области) подавил пулемёт.
Приказом командира 97-й гвардейской стрелковой дивизии (№ 07/н) от 12 февраля 1944 года гвардии рядовой Капустин Пётр Ефимович награждён орденом Славы 3-й степени (№ 51957).
Летом 1944 года дивизия, в которой воевал младшим сержантом Капустин, вела бои на территории Польши. Отважный миномётчик был уже командиром расчёта.
27 августа 1944 года в боях за высоту 218,3 в районе населённого пункта Печеноги (15 км юго-западнее города Сташув, Польша) расчёт Капустина подавил два пулемёта, миномётную батарею противника отразил одиннадцать контратак противника, уничтожив при этом свыше пятнадцати гитлеровцев.
Приказом по войскам 5-й гвардейской армии (№ 067/н) от 18 ноября 1944 года гвардии младший Капустин Пётр Ефимович награждён орденом Славы 2-й степени (№ 10040).
С 26 января по 1 марта 1945 года в боях при форсировании реки Одер у населённого пункта Вильмансдорф (7 км юго-западнее города Бриг, Германия, ныне город Бжег, Польша) и расширении плацдарма на левом берегу гвардии сержант Капустин, командуя расчётом, подавил миномёт, батарею, пулемёт и вывел из строя до взвода гитлеровцев. Был представлен к награждению орденом Славы 1-й степени.
День Победы гвардии старшина Капустин встретил в поверженном Берлине. В том же 1945 году был демобилизован. Вернулся на родину.
Указом Президиума Верховного Совета СССР от 15 мая 1946 года за исключительное мужество, отвагу и бесстрашие, проявленные на заключительном этапе Великой Отечественной войны в боях с гитлеровскими захватчиками гвардии сержант Капустин Пётр Ефимович награждён орденом Славы 1-й степени (№ 1732). Стал полным кавалером ордена Славы.
Жил в городе Родники Ивановской области. До выхода на пенсию в 1971 году работал на заводе «Большевик», был начальником чесального цеха. За мирный труд награждён орденами «Знак Почёта» и Октябрьской Революции. Работая на любом участке, показывал высокий пример руководителя, был хорошим организатором. Вёл большую работу по военно-патриотическому воспитанию молодёжи. Являлся членом Совета профилактики прядильного производства, где много сил и энергии отдавал укреплению трудовой дисциплины.
Скончался 29 августа 1984 года. Похоронен на кладбище города Родники.

## Награды
- Орден Октябрьской Революции (05.04.1971)
- Орден «Знак Почёта» (05.04.1971)
- Орден Славы 1-й (15.05.1946)[2][3], 2-й (18.11.1944)[4] и 3-й (12.02.1944)[2][5] степеней

- медали, в том числе:
  - Медаль «За оборону Сталинграда» (15.05.1944)[6]
  - Медаль «За боевые заслуги» (29.12.1942)[7]
  - «В ознаменование 100-летия со дня рождения Владимира Ильича Ленина» (6 апреля 1970)
  - «За победу над Германией» (9 мая 1945[8])
  - «20 лет Победы в Великой Отечественной войне 1941—1945 гг.» (7 мая 1965[9])
  - «30 лет Победы в Великой Отечественной войне 1941—1945 гг.»[10]
  - «Ветеран труда»
  - «30 лет Советской Армии и Флота»[11]
  - «40 лет Вооружённых Сил СССР»[12]
  - «50 лет Вооружённых Сил СССР» (26 декабря 1967[13])
  - «60 лет Вооружённых Сил СССР» (28 января 1978[14])

- Знак «25 лет победы в Великой Отечественной войне» (1970)

## Память
- На могиле установлен надгробный памятник
- Увековечен на сайте МО РФ
- Имя полного кавалера ордена Славы Капустина Петра Ефимовича увековечено на мемориалах в городах Иваново и Родники.